# Heino Pars
Heino Pars (13 de outubro de 1925, Mustla, Condado de Viljandi - 8 de outubro de 2014, Tallinn ) foi um director de filmes de animação da Estónia. Juntamente com Elbert Tuganov, ele foi o fundador da animação de bonecos fantoches da Estónia.
Em 2001 ele foi premiado com a Ordem da Estrela Branca, quinta classe.